# Zoropsis lutea
Zoropsis lutea là một loài nhện trong họ Zoropsidae.
Loài này thuộc chi Zoropsis. Zoropsis lutea được Tord Tamerlan Teodor Thorell miêu tả năm 1875.